# Inspectah Deck
Джейсон Річард Гантер (англ. Jason Richard Hunter; нар. 6 липня 1970, Стейтен-Айленд, Нью-Йорк, США), більш відомий під псевдонімом Inspectah Deck – американський репер, актор, музичний продюсер та учасник гуртів Wu-Tang Clan та Czarface. Він отримав похвалу критиків за свій складний ліризм і за куплети на багатьох найшанованіших піснях групи.

## Дитинство
Джейсон Річард Гантер народився 6 липня 1970 року в Стейтен-Айленді, Нью-Йорк. Джейсон регулярно згадує Park Hill Projects в Кліфтоні, Статен-Айленд, де він виріс і пішов до школи з майбутніми Method Man, Raekwon та Ghostface Killah. Його батько помер, коли сину було шість років.

## Кар'єра
Гантер розвинув невимушену і спокійну особистість, яку він переніс у свою сценічну персону, як стримана противага витівкам Method Man, Ol' Dirty Bastard та RZA, на які посилається Method Man наприкінці треку «Can it Be All So Simple?» з дебютного альбому Wu-Tang Enter the Wu-Tang (36 Chambers).
Незважаючи на цю непомітну персону, Inspectah Deck зберіг відносно високу популярність, оскільки він був другим за популярністю учасником альбому, і забезпечив високо оцінені куплети для синглів «C.R.E.A.M.», «Protect Ya Neck», «Wu-Tang Clan Ain't Nuthing ta Fuck Wit» і «Da Mystery of Chessboxin'».
У наступні роки Дек з’являвся в кількох сольних проектах членів Клану, включаючи Tical Method Man (1994), Only Built 4 Cuban Linx... Raekwon (1995), Liquid Swords GZA (1995) і Ironman Ghostface Killah (1996). На другому груповому альбомі Wu-Tang, Wu-Tang Forever 1997 року, Дек спродюсував трек «Visionz» і зробив сольний трек «The City», а також написав один з найбільш визнаних критиками віршів у хіп-хопі з хіта «Triumph».

### Сольна кар’єра
Inspectah Deck спочатку мав з'явитися на треку «Got My Mind Made Up» з альбому Тупака Шакура All Eyez on Me разом з Lady of Rage, проте куплети обох були вирізані на прохання Тупака. Замість цього в пісні виступили Tha Dogg Pound, Redman та учасник Клану Method Man. Попри те, що його вірш був вирізаний, його все ще можна почути в кінці пісні, де він говорить «INS the rebel», перед тим як пісня закінчиться. Його дебютний альбом Uncontrolled Substance спочатку був запланований для випуску на кінець 1995 року, однак, через повінь у студії підвалу продюсера RZA, яка знищила понад сто треків, включаючи всі інструментали, зроблені для альбому, випуск був перенесений на 1997 рік. Uncontrolled Substance був випущений у вересні 1999 року. Альбом отримав загалом сприятливі відгуки від музичних критиків, але не зміг отримати таке ж визнання, яке отримали попередні сольні проєкти Wu-Tang. Незабаром після цього випуску Deck повернувся разом з Wu-Tang для групових альбомів The W (2000) та Iron Flag (2001).
У 2003 році Inspectah Deck випустив свій другий студійний альбом The Movement, про який він пізніше заявив, що не виправдав його очікувань, а в 2006 році він випустив The Resident Patient, зазначений як приквел до The Movement. У 2007 році репер знову зібрався з Wu-Tang Clan, щоб записати альбом 8 Diagrams. 23 березня 2010 року Inspectah Deck випустив свій четвертий сольний альбом Manifesto. Згодом він анонсував два нові проекти: альбом під назвою Czarface, як спільний альбом із бостонським 7L & Esoteric під іменем Czarface, та його майбутній сольний альбом The Rebellion.
З початку 2010 року Inspectah Deck розпочав роботу над альбомами Czarface і The Rebellion і висловив зацікавленість у співпраці з кількома учасниками Wu-Tang, а також Snoop Dogg, E-40, Nas і Jadakiss над альбомом. Він також згадав про свої плани випустити інструментальний альбом власного виробництва під назвою The Bodyrock Volume 1. 11 лютого 2013 року в інтерв’ю HipHopDX Inspectah Deck заявив, підтвердив, що протягом того ж року він перейменував свій альбом The Rebellion на Rebellion 2013. Він нещодавно підтвердив через Twitter, що він знову змінив назву свого останнього альбому на Uncontrolled Substance II, як продовження його дебютного альбому.
Після роботи з Wu-Tang Clan над їхнім шостим студійним альбомом A Better Tomorrow він возз’єднався з 7L & Esoteric для ще одного альбому Czarface під назвою Every Hero Needs a Villain, який вийшов у червні 2015 року, а також у 2016 році для третього альбому Czarface, A Fistful of Peril, після того, як Marvel Entertainment звернулася до них із проханням записати трек для веб-серіалу «Чорна пантера».

## Дискографія
Студійні альбоми
- Uncontrolled Substance  (1999)
- The Movement (2003)
- The Resident Patient (2006)
- Manifesto (2010)
- Chamber No. 9 (2019)

Мікстейпи
- The Resident Patient 2 (2008)
- DrumLorD SkillionairE (2013)
- Cynthia's Son (2014)

З Czarface
- Czarface (2013)
- Every Hero Needs a Villain (2015)
- A Fistful of Peril (2016)
- First Weapon Drawn (2017)
- Czarface Meets Metal Face (з MF Doom) (2018)
- Czarface Meets Ghostface (з Ghostface Killah) (2019)
- The Odd Czar Against Us (2019)
- Super What? (з MF Doom) (2021)
- Czarmageddon! (2022)[19]